# Dauntless (videojuego)
Dauntless fue un videojuego gratuito perteneciente al género de rol de acción y desarrollado por Phoenix Labs. El videojuego se lanzó inicialmente en versión beta en mayo de 2018 para Microsoft Windows. El videojuego se lanzó el 21 de mayo de 2019 para PlayStation 4 y Xbox One, incluido el soporte completo para videojuegos multiplataforma. Una versión de Nintendo Switch se lanzó el 10 de diciembre de 2019.
Tras la adquisición de Phoenix Labs por parte de Forte Labs y una ola de despidos, los servicios se descontinuaron y los servidores se cerraron el 30 de mayo de 2025.

## Jugabilidad
Dauntless se desarrolla en un entorno de fantasía, donde un evento cataclísmico ha destrozado el mundo, liberando monstruosas criaturas conocidas como Behemoths que se aprovechan de los humanos sobrevivientes y de una forma de energía llamada Aether, lo cual clasifica a los Behemoths en distintos tipos: neutrales, ígneos, gélidos, terra, eléctricos, radiantes y umbríos. Los jugadores asumen el papel de Slayers (Cazadores/Asesinos) para derribar a los Behemoths, recolectando el botín que utilizan para diseñar y mejorar armas y equipo para derribar a los Behemoths más grandes y poderosos. Mientras caza, el videojuego se juega como un videojuego de acción en tercera persona; el jugador usa un sistema de combo para atacar a la criatura, mientras controla su propia salud y su medidor de resistencia. Tales cazas pueden tomar más de veinte minutos de tiempo en el videojuego para completarse. El videojuego se puede jugar como un solo jugador o cooperativamente con hasta cuatro personas.
Mientras el cazas pueden aparecer misiones de la historia o secundarias las cuales otorgan una pequeña recompensa al completarlas. También cuenta con un pase de cacería gratuito y de pago, los cuales otorgan recompensas al subir de nivel como Platino (moneda del videojuego) o atuendos, gestos y emoticonos.
Ramsgate es una ciudad que alberga a todos los Slayers y también donde puedes encontrarte con forjadores, donde puedes crear armaduras armas y faroles (unos instrumentos que te otorgan poderes durante un tiempo limitado)

## Desarrollo
Phoenix Labs fue formada por los ex desarrolladores de Riot Games, Jesse Houston, Sean Bender y Robin Mayne, y a partir de enero de 2017, incluye a 40 desarrolladores de BioWare, Blizzard Entertainment y Capcom. Si bien es un estudio pequeño en comparación con los estudios AAA a los que se fueron, Houston dijo que están posicionados para ofrecer "un enfoque nuevo y único para la creación de experiencias AAA".
Dauntless es el primer lanzamiento del estudio. Fue muy inspirado, así como frecuentemente comparado con la serie de Capcom Monster Hunter, que puede ver cientos de horas puestas en un videojuego por un jugador; los desarrolladores tienen más de un total de 6000 horas en varios títulos de Monster Hunter. Dauntless también fue influenciado por Dark Souls y World of Warcraft. Houston acredita a Dark Souls específicamente por ayudar a demostrar que existe un mercado para los "videojuegos de acción incondicionales" centrados en encuentros de jugador contra entorno, lo que les permitió asumir un riesgo seguro en su enfoque de Dauntless. El videojuego está destinado a ser cooperativo, ya que lo ven como una experiencia social, y tienen la intención de agregar interacciones sociales/multijugador que son persistentes en videojuegos como World of Warcraft y Destiny para diferenciar a Dauntless de los videojuegos de Monster Hunter. Houston dijo que planean realizar misiones extremadamente difíciles dentro del videojuego, de modo que mientras la mayoría de los jugadores podrán alcanzar un estado principal de final del videojuego, solo unos pocos serán lo suficientemente hábiles para asumir estas misiones, similar a algunas misiones en World of Warcraft. La apariencia del videojuego se inspiró en la película animada Enredados y otras películas de Disney, evitando el hiperrealismo para que los gráficos del videojuego envejezcan bien.
Desde su anuncio, el videojuego ha generado un gran interés por parte de los jugadores, lo que ha llevado a los Phoenix Labs a ser mucho más transparentes acerca de los planes de desarrollo del videojuego e interactuar con sus fanáticos para ayudar a guiar el desarrollo. También planean mover el alfa cerrado unos pocos meses antes para obtener más retroalimentación temprana. Más tarde, anunciaron planes para comenzar las pruebas alfa en abril de 2017.
El videojuego fue revelado por primera vez durante los Game Awards en diciembre de 2016. Phoenix labs ha previsto iniciar con una cerrada del periodo alfa, seguida de un proceso abierto de beta anterior a la liberación completa del videojuego en el último trimestre de 2017. La alfa se lanzó el 18 de agosto de 2017; aunque los jugadores podían registrarse para ser seleccionados para el alfa, Phoenix Labs también ofrecía acceso alfa anticipado de primera calidad en paquetes gratuitos que incluían mejoras en el videojuego, características para la personalización y la capacidad de crear gremios. En el evento PAX East 2017 en marzo de 2017, se completó el combate básico para el videojuego y empezaron a desarrollar el impacto de las habilidades y los aumentos en el videojuego. En septiembre, Phoenix Labs retrasó el calendario de lanzamiento del videojuego, citando los problemas encontrados durante el período alfa cerrado, incluida la estabilidad del videojuego y el equilibrio del videojuego en comparación con la fórmula de Monster Hunter. La versión beta abierta se trasladó a principios de 2018 y se lanzó formalmente en mayo de 2018, aunque antes de eso, invitaron a pequeñas oleadas de jugadores a la versión beta cerrada para aumentar la retroalimentación. En las dos semanas posteriores al período de beta abierta, más de un millón de nuevos jugadores habían jugado el videojuego. Para julio de 2018, habían visto más de 2 millones de jugadores.
Si bien habrá microtransacciones en el videojuego, los desarrolladores planean limitar esto a artículos cosméticos y aumentos temporales en lugar de requerir que los jugadores accedan al contenido del videojuego. Houston dijo que era importante para ellos que los jugadores que lucían armaduras o armas raras en el videojuego los obtuvieran por habilidad y no por "una billetera profunda". Si bien inicialmente habían ofrecido cosméticos a través de cajas de botín dentro del videojuego, el equipo optó por eliminarlos siguiendo las críticas hacia la creciente tendencia de cajas de botín que se planteó en octubre de 2017; en su lugar, permitirán a los jugadores comprar cosméticos directamente con fondos del mundo real para fines de monetización. Houston, que había trabajado anteriormente con Electronic Arts en Mass Effect 3, uno de los primeros videojuegos que introdujeron cajas de botín, dijo que querían dar a los jugadores "una relación más clara con el contenido que [están] comprando" en Su decisión de eliminarlos. En cambio, Phoenix Labs optó por usar un sistema de pases de batalla que usara pases de Caza y Temporada, proporcionando un conjunto rotativo de cosméticos y emotes.
Dauntless se planeó actualmente para un lanzamiento solo para computadora personal, pero Phoenix Labs ha estado en conversaciones con editores para consolas, y le gustaría apoyar el videojuego multiplataforma si publican en estos sistemas. Houston dijo que a su equipo no le preocupaba la posible competencia de Monster Hunter: World, que se anunció en 2018 para computadoras personales y consolas durante la Electronic Entertainment Expo 2017 en junio de 2017. Houston dijo "Cuantos más productos AAA que están entrando en este género, cuanto más se va a poner ", y cree que Dauntless se diferencia por estar en sintonía con una experiencia cooperativa y usar la mecánica de videojuego libre. Más tarde, el estudio afirmó en mayo de 2019 que Monster Hunter World había disminuido inicialmente parte de su número de jugadores, pero Dauntless ha crecido constantemente gracias al interés en este estilo de videojuego creado por el éxito de Monster Hunter World. 3 millones de jugadores en total en ese punto.

## Lanzamiento
En The Game Awards 2018 en diciembre de 2018, Phoenix Labs afirmó que Dauntless se lanzará para PlayStation 4 y Xbox One a principios de 2019, y con planes futuros para un conmutador de Nintendo y plataformas móviles. Phoenix Labs quiere ofrecer un sistema One Dauntless a los jugadores, ya que su progreso se guarda a través de una sola cuenta, independientemente de la plataforma en la que jueguen, así como para el videojuego multiplataforma, y estamos trabajando con Sony y Microsoft para resolver estos detalles. Para enero de 2019, Phoenix Labs anunció que el videojuego se migrará a Epic Games Store y a los sistemas de cuentas de Store. Esto ayudó a Phoenix a apoyar el videojuego multiplataforma a través de los esfuerzos previos de Epic Games para asegurar eso para Fortnite Battle Royale.
El videojuego saldrá de acceso temprano y se lanzará el 21 de mayo de 2019 para Windows, PlayStation 4 y Xbox One. En el lanzamiento, el videojuego será compatible con el videojuego multiplataforma entre usuarios de Windows y Xbox, con la expectativa de que los usuarios de PlayStation 4 podrán unirse mientras Phoenix Labs y Epic continúen las conversaciones con Sony. En su lanzamiento el 21 de mayo, el videojuego pudo incluir el videojuego multiplataforma y el seguimiento de la progresión en las tres plataformas principales, lo que lo convierte en el primer título de este tipo en ser lanzado desde el lanzamiento con estas características. A los pocos días del lanzamiento, la base de 3 millones de jugadores se duplicó a 6 millones, lo que provocó un esfuerzo inicial en los servidores del videojuego durante este período, mientras que Phoenix trabajó para ampliar la capacidad del servidor.
La versión para Nintendo Switch fue lanzada a fines de 2019.
Phoenix Labs fue adquirida por Forte Labs, una compañía de blockchain, en 2023. Luego de ese evento, vino una ola de despidos y una actualización en 2024. Phoenix Labs anunció el cierre de los servidores para el 30 de mayo de 2025, además de que dejará de recibir actualizaciones.

## Recepción

### Premios
El videojuego fue nominado para "Original Dramatic Score, New IP" en los premios de la National Academy of Video Game Trade Reviewers.